# Стадий
Стадий е древногръцка мярка за дължина. Според Херодот, един стадий се равнява на 600 стъпки. Според страната, използвала стадия, има обаче няколко различни дефиниции за дължината на „една стъпка“.
| Название             | Дължина (приблизително) | Описание               |
| -------------------- | ----------------------- | ---------------------- |
| Пешеходен стадий     | 157 m                   | Използван при пътуване |
| Олимпийски           | 176 m                   | 600 × 294 mm           |
| Атически/Италийски   | 185 m                   | 600 × 308 mm           |
| Вавилоно-персийски   | 196 m                   | 600 × 327 mm           |
| Финикийско-египетски | 209 m                   | 600 × 349 mm           |

Според това коя дефиниция на стадий е използвана, може да се повлияе на интерпретацията на древни текстове. Така например при определяне на обиколката и радиуса на Земята в стадии от Ератостен или Посидоний, грешката на изчислението по отношение на съвременните данни зависи от избраната интерпретация на мярката „стадий“.

## Произход на понятието стадион
Думата стадион произлиза от стадий. Дължината на обиколката на пътеката за бягане на древните стадиони е един стадий. Поради причината на нерегулиранни мерки за дължина, тези стойности се различават. По дефиниция стадият е 600 стъпки, но няма ясно дефинирана дължина на една стъпка. Тук са поместени някои примери на древни спортни съоръжения с дължини на пътеката вариращи от 177 до 225 m.
| Име                   | Страна | Приблизителна дата | Дължина на пътеката    | Широчина на пътеката |
| --------------------- | ------ | ------------------ | ---------------------- | -------------------- |
| Стадион в Олимпия     | Гърция | 776 пр.н.е.        | 212,54 m               | 28,5 m               |
| Стадионът в Делфи     | Гърция | 500 пр.н.е.        | 177 m                  | 25,5 m               |
| Стадионът на Домициан | Италия | 80 г.              | 200 m – 250 m (прибл.) |                      |
| Стадионът в Афродизия | Турция |                    | 225 m (прибл.)         | 30 m (прибл.)        |